# Ceratina corinna
Ceratina corinna là một loài Hymenoptera trong họ Apidae. Loài này được Nurse mô tả khoa học năm 1904.